# 三輪さくら
三輪 さくら（みわ さくら、1998年10月1日 - ）は、愛知県西春日井郡西枇杷島町（現・清須市）出身の女子ソフトボール選手（投手）。SHIONOGIレインボーストークス所属。ソフトボール日本代表。2024年JDリーグ西地区・最高殊勲選手（MVP）。

## 経歴
愛知県清須市（旧・西枇杷島町）出身。友達の紹介で8歳の時に地元の西枇エンジェルズでソフトボールを始める。星城高校に進学すると、高校2年時に全国高等学校ソフトボール選抜大会で準優勝を経験。U-16、U-19日本代表にも選出された。
星城高校卒業後、2017年に日本リーグ1部のトヨタ自動車レッドテリアーズに入団。2021年5月8日、シオノギ製薬ポポンギャルズ戦で完全試合を達成。2022年2月10日には日本代表（TOP代表）に初選出。同年5月14日のSGホールディングスギャラクシースターズ戦でノーヒットノーランを達成。
2024年、シオノギレインボーストークス兵庫に移籍。7月にイタリアで開催されたワールドカップの日本代表メンバーに選出され、3試合に登板（1勝1セーブ）するなど、10年ぶりの日本の優勝に貢献した。JDリーグではシオノギレインボーストークス兵庫の主戦投手として26試合に登板し、チームのシーズン20勝のうち19勝を1人で記録する活躍を見せ、チームを25年ぶりのプレーオフ進出に導いた。19勝は、上野由岐子が日本リーグ時代の2008年に樹立した18勝を上回るリーグ新記録であった。この活躍が評価され、同年のJDリーグ西地区・最高殊勲選手（MVP）を受賞した。

## 選手としての特徴
日本代表のエース格である上野由岐子や後藤希友らと並ぶ110km/h前後の速球に加え、上下・左右に変幻自在にボールを動かせる変化球が持ち味。

## 人物・エピソード
小学生時代に、2008年北京オリンピックの『上野の413球』を見て、オリンピックの舞台を夢見るようになった。
トヨタ自動車レッドテリアーズ入団当初は、アメリカ代表のモニカ・アボットが絶対的なエースとして君臨しており、後に日本代表の後藤希友や、アボットと入れ替わる形で同じくアメリカ代表のメーガン・ファライモが加わったことから、三輪はワンポイントでの起用が多かった。登板機会を求めて2024年にシオノギレインボーストークス兵庫に移籍すると、初年度から大車輪の活躍を見せ、リーグ新記録となるシーズン19勝を記録したほか、JDリーグ西地区の最高殊勲選手（MVP）に輝いた。
背番号の39には「サンキュー」の他に「さくら」・「咲く」などの意味が込められている。グラブのウェブには桜の柄があしらわれている。
シオノギレインボーストークス兵庫では、シーズンオフは所属先の塩野義製薬の営業部の一員として平日は定時で働き、就業後に午後8時半頃まで練習に取り組む日々を送っている。

## 詳細情報

### JDリーグ個人表彰
- 2024年 - [西]最高殊勲選手賞、[西]最多勝利投手賞（19勝）、[西]ベストナイン（投手）

### 背番号
- 39（2017 - ）